# Dora María Téllez
Dora María Téllez Argüello (Matagalpa, Nicaragua, 21 de noviembre de 1955) es una excomandante guerrillera, política, historiadora e investigadora nicaragüense. Fue ministra de Salud en el gobierno revolucionario sandinista. Desde muy joven se integró a las luchas contra la dictadura somocista.
Es una de las principales disidentes del Frente Sandinista de Liberación Nacional, fundadora del Movimiento Renovador Sandinista (MRS), ahora conocido como UNAMOS, promotor de una izquierda democrática. En las últimas tres décadas se le identifica como férrea opositora cívica del régimen de Daniel Ortega y Rosario Murillo.
El 13 de junio de 2021, mientras las fuerzas opositoras se preparaban para participar unidas en las elecciones del 7 de noviembre del mismo año, Dora María Téllez es apresada con exceso de violencia en su casa de habitación y llevada presa a la conocida cárcel de tortura El Chipote, donde permaneció aproximadamente un año y medio.
En febrero del 2022, fue condenada a 8 años de prisión sin que la justicia le hubiese garantizado el debido proceso. Familiares de Téllez han denunciado que sufrió torturas psicológicas. Desde su arresto fue mantenida en confinamiento solitario, en una celda de castigo sin luz, sin suficiente acceso al sol y con alimentación restringida. Su situación y la del resto de presos políticos ha sido denunciada por la Organización de Naciones Unidas (ONU) la Organización de Estados Americanos (OEA) y por el Congreso de la Unión Europea, entre otros organismos internacionales.
Fue liberada y expulsada a Estados Unidos, tras 605 días de encarcelamiento, junto a otros 222 presos nicaragüenses de distintos sectores sociales y económicos: empresarios, líderes políticos y religiosos, activistas y periodistas, todos condenados sin el debido proceso y las normas legales que estipula la constitución. Su nacionalidad nicaragüense, junto a la de los otros presos, fue revocada.

## Biografía
Nació en Matagalpa, el 21 de noviembre de 1955, en el seno de una familia matagalpina de clase media. Es la menor de dos hermanos. Sus padres fueron Ramón Téllez Morales que Dora recuerda como un hombre no creyente, agnóstico y furibundo anticlerical, y María Dora Argüello. Realizó sus primeros estudios hasta bachillerato en el Colegio de Señoritas «San José» de su ciudad natal. 
En 1973 inició sus estudios de medicina en la UNAN de la ciudad de León donde fue reclutada por el FSLN. Sus primeros compromisos se centraron en el trabajo de apoyo a los miembros activos en las montañas desde los movimientos estudiantiles.
«Era una decisión complicada, de vida o muerte. No es una decisión que podés manejar superficialmente. Comencé levantando documentos, recortaba noticias, hacía síntesis de noticias, hacía compras para la montaña: gorras, machetes, medicinas. Después ya me fui clandestina. Después de unos dos años tal vez», cuenta.
En 1975 en Cuba se entrenó militarmente y se formó en «cirugía de guerra», pero los conflictos internos que vivía el Frente Sandinista la hicieron quedarse varada en México por un año y finalmente llegó a Cuba a mediados de 1976. Un año más tarde regresó a Nicaragua y en un campamento en la frontera sur de Honduras conoce a alguien quien sería muy cercano y, paradójicamente, 44 años más tarde, su carcelero: Daniel Ortega Saavedra.

### Trayectoria en la lucha contra la dictadura somocista

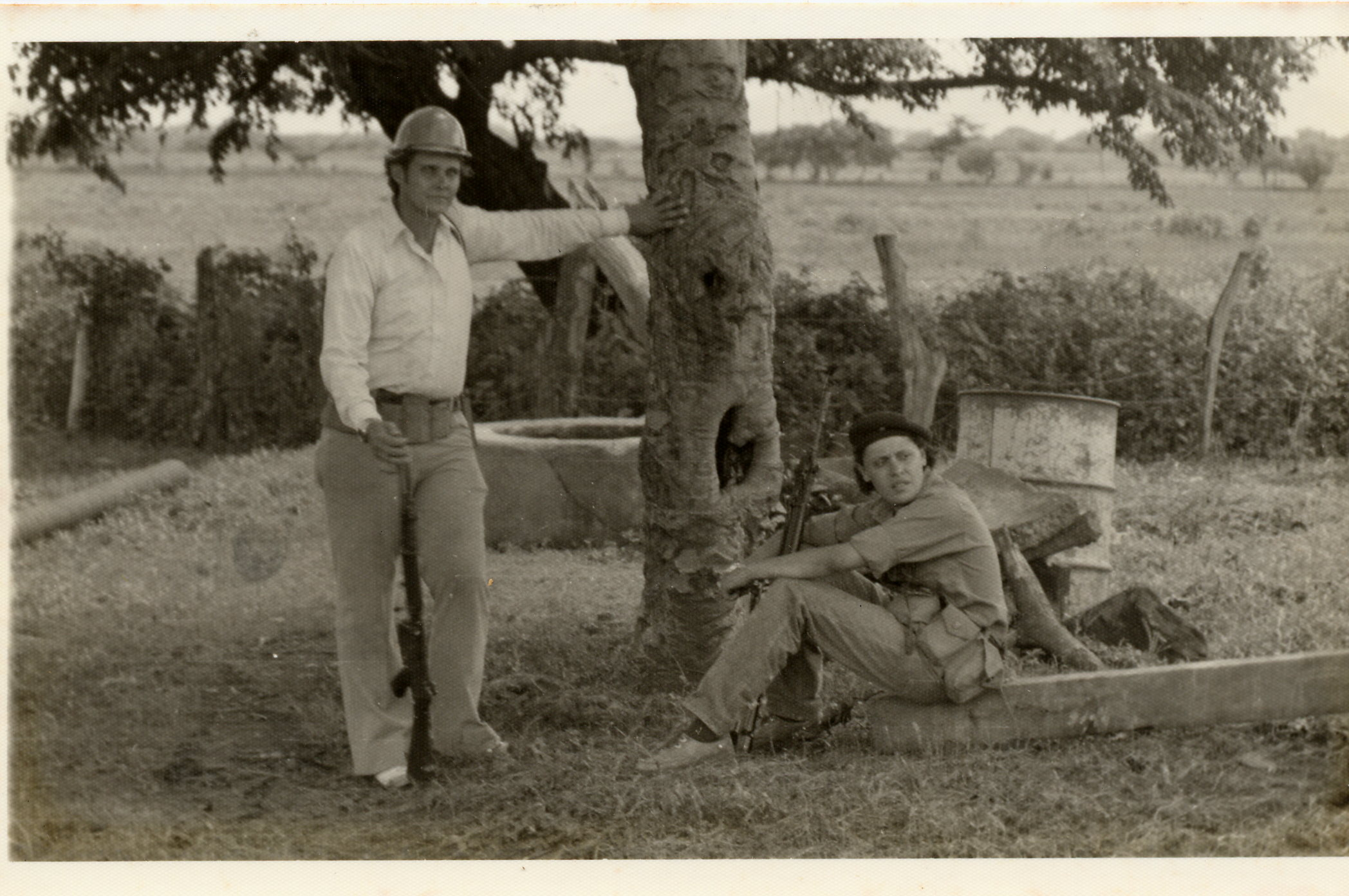
Dora María Téllez, a la derecha, en 1979.

Antes de 1979 Téllez pertenecía a la tendencia del FSLN llamada tercerista o insurreccional. Fue organizada a mediados de 1976 y su propósito era desarrollar las insurrecciones en la ciudad y llevar la guerra a las zonas urbanas. La Dirección Nacional estaba representada por tres comandantes: Daniel Ortega, Humberto Ortega y Víctor Tirado López. En la tendencia llamada «Proletaria», participaron los comandantes Jaime Weelock, Luis Carrión y Carlos Núñez, y en la tendencia Guerra Popular Prolongada: los comandantes: Bayardo Arce, Tomas Borge y Henry Ruiz.
La primera actividad político-armada en que participó Dora María fue en el Frente Norte, en las cordilleras de Dipilto Jalapa. El plan del grupo, que incluía personas como Joaquín Cuadra, Daniel Ortega y Germán Pomares, era tomarse la ciudad de Ocotal.
Durante cinco meses lideró pelotones sandinistas en todo el país en escaramuzas con la Guardia Nacional Nicaragüense: primero en el frente sur con las fuerzas de Edén Pastora, y más tarde en el centro y norte de Nicaragua. Según explicó la comandante sandinista Mónica Baltodano, sus incursiones en los departamentos del norte en conjunto con las columnas de la Comandante Leticia Herrera sorprendían constantemente al enemigo y lograban dispersar sus fuerzas sacando ventaja de la situación.
Finalmente, lideró las unidades sandinistas luchando contra las fuerzas de élite del enemigo bloque por bloque durante seis semanas consecutivas hasta capturar en junio de 1979 la ciudad de León, la primera ciudad importante en caer ante los sandinistas en la Revolución, seguida por Managua dos semanas después, donde posteriormente se instaló la Junta de Gobierno Provisional Sandinista.
Como «Comandante Dos», a los 22 años, era la tercera al mando en la operación del 22 de agosto de 1978 que ocupó el Palacio Nacional de Nicaragua en Managua, donde la Asamblea Nacional de Nicaragua estaba en pleno período de sesiones. Capturaron a 1.500 rehenes civiles y amenazaron sus vidas a menos que se cumplieran sus demandas. Las demandas incluían la liberación de prisioneros políticos, un rescate monetario y la publicación de una serie de comunicados del FSLN en cadenas de televisión, radio y periódicos. Hubo una liberación posterior de presos políticos sandinistas clave y un pago de rescate de un millón de dólares. Téllez participó en la gestión de estas negociaciones.
Este acontecimiento conocido como Operación Chanchera tuvo repercusiones para la dinastía Somoza al revelar la vulnerabilidad potencial del régimen. También ayudó al FSLN a obtener el apoyo de los gobiernos de América Latina, unir a diversas facciones de la oposición y ponerlos en acción. Tras la operación, miles de jóvenes y mujeres se unieron al movimiento sandinista. Una insurrección popular creció junto con el FSLN y contribuyó a la caída del régimen de Somoza el 19 de julio de 1979.

### Trayectoria de su lucha política y cívica por la democracia
Durante la primera administración sandinista (1979-1990) ocupó el cargo de Ministra de Salud. También ha sido vicepresidenta del Consejo de Estado y diputada.
En 1995, tras abandonar su puesto de ministra de salud fundó y dirigió el Movimiento Renovador Sandinista (MRS) que entró en vigencia oficialmente el 18 de mayo de 1995. Fue constituido con la finalidad de crear una nueva fuerza política que «reivindique los auténticos valores del sandinismo: la democracia y la justicia social» porque consideraba en aquel entonces que «Nicaragua es una dictadura familiar de Daniel Ortega, familia y amigos». El MRS como movimiento político fue fundado por disidentes, entre otros: Sergio Ramírez, (exvicepresidente en el periodo de la Revolución y actual escritor de renombre internacional) y Luis Carrión (ex Viceministro del Interior, excomandante de la Revolución y exmiembro de la Dirección Nacional del FSLN). 
Daniel Ortega desplegó su línea represiva y autoritaria desde el año 2007 cuando retoma el poder por el 35% de los votos gracias a un pacto con Arnoldo Alemán. Ese mismo año decidió ilegalizar el Movimiento Renovador Sandinista, el partido de sus excompañeros de guerrilla. En junio de 2008, Dora decidió iniciar una huelga de hambre en la rotonda de Metrocentro, en pleno corazón de la ciudad de Managua, junto a la Catedral, para reivindicar la legalidad de su grupo así como mostrar su «solidaridad con miles de nicaragüenses que padecen hambre, que viven en asentamientos en condiciones infrahumanas, que están desempleados...»

### Encarcelamiento y liberación
En junio de 2021 Téllez y Vijil fueron detenidas durante un allanamiento policial, sin orden judicial y con el uso de drones, en el domicilio de la exguerrillera sandinista ubicada en el municipio de Ticuantepe, vecino de Managua. Fue arrestada por el gobierno de Ortega durante una ola de arrestos de todos los candidatos opositores a presidente en las elecciones de 2021, así como arrestos de otros líderes de oposición, periodistas, empresarios, campesinos, activistas y otras personas de distintos sectores sociales. Como la mayoría de los otros arrestados, están acusados de violaciones de la controvertida Ley 1055, aprobada en diciembre de 2020, que otorga al gobierno el poder unilateral de arrestar a cualquier persona que designe como «traidor a la patria».
Fue sentenciada en febrero de 2022, en una audiencia exprés, la Fiscalía pidió 15 años de cárcel, más la inhabilitación para ejercer cargos públicos.
En septiembre de 2022 inició una huelga de hambre en demanda de su liberación. Según sus allegados, «ella está dispuesta a llevar esa huelga hasta el final».
Fue liberada tras 605 días de encarcelamiento junto a otros 222 presos nicaragüenses. Fue expulsada a Estados Unidos y su nacionalidad nicaragüense, junto a la de los otros presos, fue revocada. El gobierno de España ofreció garantizar la nacionalidad a todos los presos. En sus primeros días libres relató las condiciones de tortura psicológica y de violación del derecho internacional en materia de reclusos a la que se vio sometida, si bien admitió que no hubo torturas físicas ni violencia hacia su persona, así como la muerte de uno de sus compañeros por falta de atención médica, el ex-general revolucionario Hugo Torres Jiménez.

### Trayectoria como historiadora e intelectual

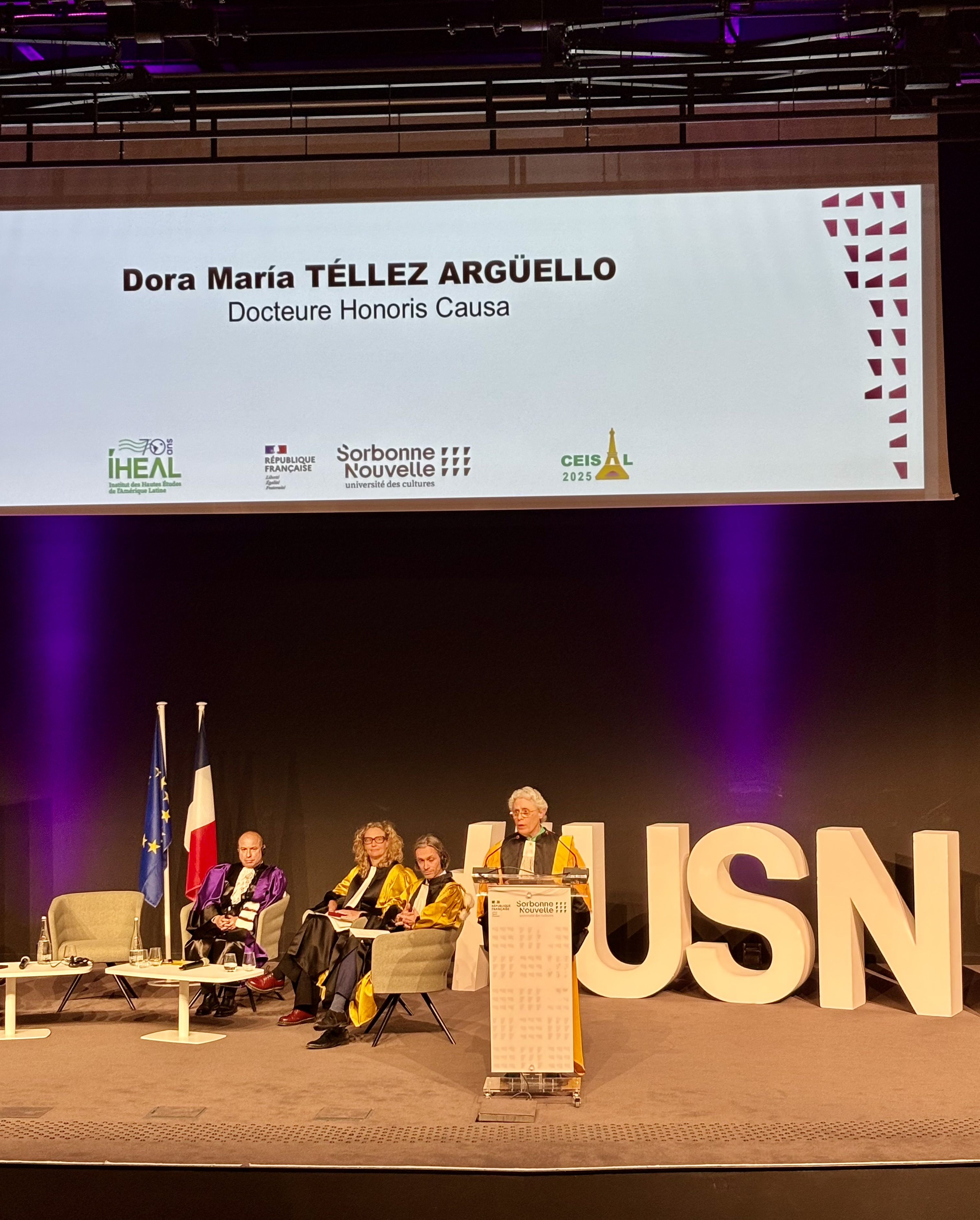
Téllez al recibir el Doctorado Honoris Causa, propuesto por el IHEAL de la Universidad Sorbona Nueva, París, 2025.

Realizó estudios de la Maestría en Historia en la Universidad Centroamericana. Su tesis «Muera la Gobierna» versó sobre el proceso del despojo de sus tierras a los indígenas de Matagalpa y Jinotega, causado por la colonización del Estado nicaragüense en los años 1820-1890.
Por su aporte a la historia de Nicaragua fue incorporada como miembro de número a la Academia de Geografía e Historia de Nicaragua, y también se le distinguió como Miembro correspondiente de la Academia de Geografía e Historia de Guatemala.
Téllez realizó diversas publicaciones sobre la historia nicaragüense subrayando la importancia de la región centro-norte del país para la historia política y económica de la nación. En 2004 fue nombrada Profesora Visitante en la Robert F. Kennedy en Estudios Latinoamericanos en la Facultad de Teología de Harvard, pero se le prohibió obtener un visado de entrada a EE. UU. por «ser terrorista», citando como prueba el asalto al Palacio Nacional de Nicaragua en Managua a través de la Ley Patriótica. Esto provocó que 122 miembros de la comunidad académica de Harvard y otras 15 universidades estadounidenses publicaran una declaración en su defensa, señalando:

La acusación hecha por el Departamento de Estado contra Dora María Téllez ... equivale a la persecución política de quienes se han comprometido a derrocar la atroz dictadura de Anastasio Somoza en Nicaragua ... Este régimen fue casi universalmente considerado como criminal e inhumano, y aun así fue apoyado financiera y militarmente por los Estados Unidos ... En referencia a las dictaduras, así como el Departamento de Estado no puede afirmar que las actividades de Nelson Mandela contra la atroz dictadura del apartheid en Sudáfrica fueron actividades terroristas, tampoco puede afirmarse que las actividades de Dora María contra la atroz dictadura de Somoza fueron terroristas.

## Premios y reconocimientos
- 2022 Doctorado honoris causa de la Universidad de la Sorbona Nueva.[27]
- 2022 Premio René Cassin, concedido por el Gobierno Vasco, por su compromiso con la defensa de los Derechos Humanos en Nicaragua.[28]